# قلعة كلستان
حصن أو قلعة كلستان (بالأذرية: Gülüstan qalası) هي قلعة من العصور الوسطى يعود تاريخها إلى القرنين التاسع والثاني عشر وتقع في منطقة شماخي في أذربيجان. على الرغم من أن أقدم الاكتشافات الأثرية في القلعة تعود إلى القرن التاسع، إلا أن قلعة كلستان أعيد بناؤها وتقويتها بشكل جذري في القرن الثاني عشر - بداية القرن الثالث عشر.